# Przysłopek (przełęcz pod Krzystonowem)
Przysłopek – przełęcz w Beskidzie Wyspowym, pomiędzy Mogielicą (1170 m) a Małym Krzystonowem (984 m). Jest to wybitna przełęcz, na mapach jednak nie ma nazwy. Las po jej północnej stronie na mapie Geoportalu ma nazwę Przyszopek. Przełęcz znajduje się na wysokości ok. 880 m n.p.m. Zbocza zachodnie spod przełęczy opadają do doliny potoku Dziadówka (dopływ Łososiny), zaś wschodnie do doliny Kamienicy. Przez przełęcz prowadzi dobra, lecz zamknięta dla ruchu samochodowego leśna droga (10 km) z Półrzeczek do Szczawy. Na przełęczy figurka Matki Boskiej, ławy do odpoczynku oraz tablica informacyjna. Przez przełęcz drogami stokowymi wokół Mogielicy wytyczono trasy narciarstwa biegowego. Prowadzi przez nią również żółty szlak turystyczny m.in. grzbietami Jasienia, Krzystonowa w kierunku Mogielicy.
Rejon przełęczy znajduje się w obrębie wsi Półrzeczki w województwie małopolskim, w powiecie limanowskim, w gminie Dobra.